# Clytorhynchus
Clytorhynchus é um género de ave da família Monarchidae.
Este género contém as seguintes espécies:
- Clytorhynchus hamlini
- Clytorhynchus nigrogularis
- Clytorhynchus pachycephaloides
- Clytorhynchus vitiensis